# Robert Butler
Robert Neil Butler (21 de enero de 1927-4 de julio de 2010) fue un médico gerontólogo, psiquiatra y autor estadounidense ganador de un Premio Pulitzer. Trabajó en el campo de las demencias y el envejecimiento, fue el primer director del Instituto Nacional del Envejecimiento de los Estados Unidos. Acuñó el término «ageism» para referirse a la discriminación que padecen las personas mayores.

## Biografía
Graduado de Columbia College, Universidad de Columbia, Butler fue el investigador principal en uno de los primeros estudios longitudinales realizados sobre personas mayores por el Instituto Nacional de Salud Mental (1955-1966), y que dio lugar al libro Human Aging.
En 1975, fue nombrado el primer director del nuevo National Institute on Aging (NIA) perteneciente al National Institutes of Health. Estuvo al frente del instituto hasta 1982, y entre otros trabajos, estableció como prioridad la investigación sobre la Enfermedad de Alzheimer a nivel nacional. 
En 1982, fundó el departamento de geriatría y desarrollo adulto en la Hospital Monte Sinai, el primer departamento de este tipo en los Estados Unidos. Asimismo, Butler ayudó a fundar la Alzheimer's Disease Association, la American Association of Geriatric Psychiatry, la American Federation for Aging Research y la Alliance for Aging Research.

## Publicaciones
Además de sus 300 artículos científicos, su libro Why Survive? Being Old In America (1975), ganó el Premio Pulitzer en 1976.

## Otras publicaciones
- Aging and Mental Health: Positive Psychosocial and Biomedical Approaches (con Myrna I. Lewis y Trey Sunderland, 1998) (ISBN 978-0205193363)
- Life in an Older America (2001) (ISBN 0-87078-438-2)
- The New Love and Sex After 60 (con Myrna I. Lewis, 2002) (ISBN 0-345-44211-3)
- The Longevity Prescription: The 8 Proven Keys to a Long, Healthy Life, 2010 (ISBN 1583333886; ISBN 9781583333884).